# كلير والاس (مذيعة)
كلير والاس (بالإنجليزية: Claire Wallace)‏‏ (1900 في أورنجفيل، أونتاريو - 1968 ) صحفية من كندا.